# سوزان كوين
سوزان كوين (بالإنجليزية: Susan Quinn)‏ هي راقصة وكاتِبة أمريكية، ولدت في 6 مارس 1940 في تشيليكوث في الولايات المتحدة.